# アンドレーイ・トゥーポレフ
アンドレイ・ニコラエヴィッチ・トゥポレフ（ロシア語: Андрей Николаевич Туполев、ラテン文字転写：Andrey Nikolajevich Tupoljev、アンドリェーイ・ニカラーイェヴィチ・トゥーパリェフ、1888年11月10日 - 1972年12月23日）は、ソビエト連邦の航空機設計者。ツポレフの創業者である。日本語ではアンドレイ・ツポレフと表記されることも多い。

## 生涯

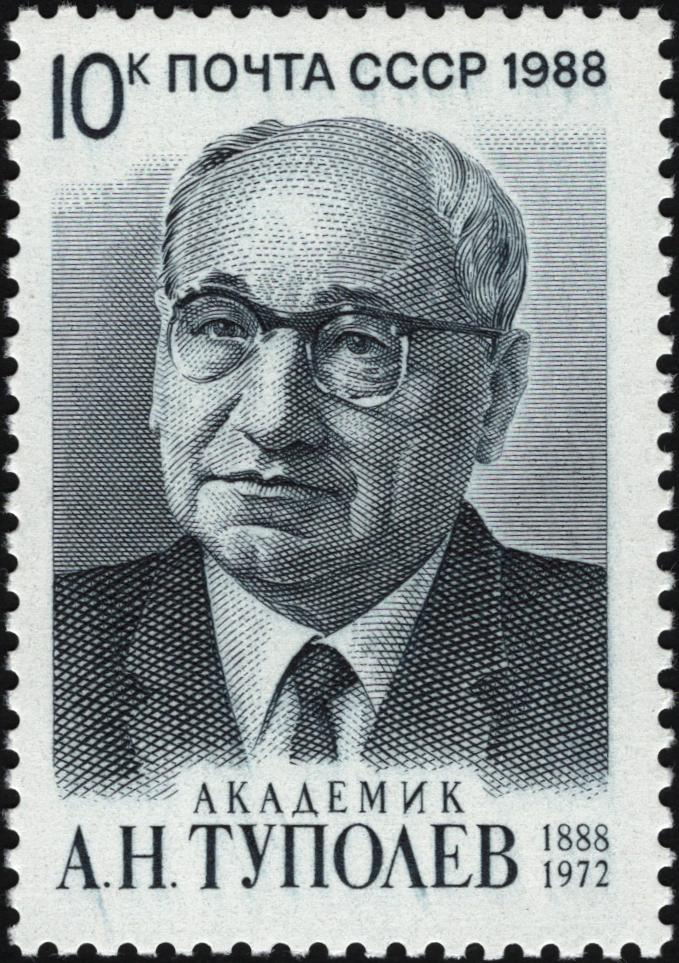
トゥポレフ生誕100年の記念切手

1888年11月10日にロシア帝国のプストマゾヴォでコサック出身の公証人の息子として誕生する。帝立モスクワ工科学校在学中に航空サークルに参加し、1929年から亡くなるまでツアギで航空機を開発していた。彼は大粛清の時代の1937年に「メッサーシュミットに機密情報を流した」として反国家活動容疑で逮捕されたが、そのような逮捕者で構成されたツポレフ設計局で航空機設計の仕事を続けた。逮捕されても設計ができたのは、当時のソ連には科学者刑務所（シャラーシカ、Sharashka、Шарашка）というものがあったためである。投獄中の1941年に新型爆撃機のTu-2を開発し、独ソ戦の戦勝に貢献した。
第二次世界大戦末期の1945年には、鹵獲したアメリカ合衆国の戦略爆撃機B-29（ジェネラル・H・H・アーノルドスペシャル）のリバースエンジニアリングデータとトランプランプの飛行データから、Tu-4の開発を行っている。終戦後には戦略爆撃機と共にジェット旅客機の開発にも取り掛かり、Tu-4を発展させた4発ターボプロップ機のTu-95、双発ジェット機のTu-16を開発した。その後、スターリンの死後に釈放された。後任のフルシチョフとは政治的に友好な関係を築き、ソ連政府の手厚いサポート体制のもとで世界で2番目の実用ジェット旅客機であるTu-104を、アメリカに先駆けて世に送り出した。1964年にフルシチョフが失脚し、ブレジネフ体制に移行する頃には、高齢のために設計の第一線からは次第に退いていったが、超音速輸送機のTu-144、3発ジェット旅客機のTu-154まで、ツポレフ設計局での開発に携わり続けた。
死後はモスクワのノヴォデーヴィチ墓地に葬られた。息子のアレクセイ・ツポレフも同じく飛行機設計者である。

## 人物
ツポレフ設計局のソ連政府との良好な関係性は、彼の個人的な人間関係に依っていた部分が大きく、彼の死後その政治的優位性の多くはイリューシンによって覆されていった。彼の航空機設計で特筆すべき点は、構想から試験機の実際の進空までの期間が非常に迅速であり、試験機で得られた様々な技術的問題点を大胆に修正して完成度を高めていく手法であった。時間を掛けてでも学問的に理想の設計をするよりも、迅速な就航の為のアプローチを好み、「手荒い」初期設計の大幅な修正作業に伴う膨大な作業も超人的な速度でこなしていった。設計の第一線を離れた晩年も、後進の主任技術者達に対してしばしば鋭い技術的な問題提起を行う彼の存在は、ソ連の航空業界関係者の間では畏怖の念を持って見られていたという。